# Il Sole 24 Ore
Il Sole 24 Ore è un quotidiano economico-politico-finanziario italiano con sede a Milano e Roma, il più diffuso nel proprio settore e il quinto in assoluto nel Paese. I principali temi trattati dal giornale sono l'economia, la politica, le novità dei settori normativi e tributari specie in campo economico, l'andamento dei mercati finanziari e le rubriche degli esperti.
A differenza della maggior parte degli altri quotidiani a grande diffusione, Il Sole 24 Ore lascia poco spazio ad avvenimenti di attualità, costume, spettacolo e sport. È invece considerato un affidabile strumento di aggiornamento per professionisti, imprenditori, dirigenti della pubblica amministrazione e investitori finanziari.
La testata è edita dal Gruppo 24 ORE, società quotata alla Borsa valori dal 6 dicembre 2007. Confindustria è proprietaria del Gruppo.

## Storia

### Dalla fondazione al 1965
Il quotidiano è diretto erede de Il Sole, fondato nel 1865, storico mercuriale della comunità degli affari milanese, che il 9 novembre 1965 è stato fuso con il concorrente 24 Ore, nato nel 1946, che trattava l'economia e la finanza con un approccio più moderno. La nuova testata eredita da Il Sole il conteggio delle annate pubblicate (CI) nonché la caratteristica di giornale di servizio per professionisti e tecnici, mentre il color "salmone" della carta è ereditato da 24 Ore.

### Dal 1965 al 2000

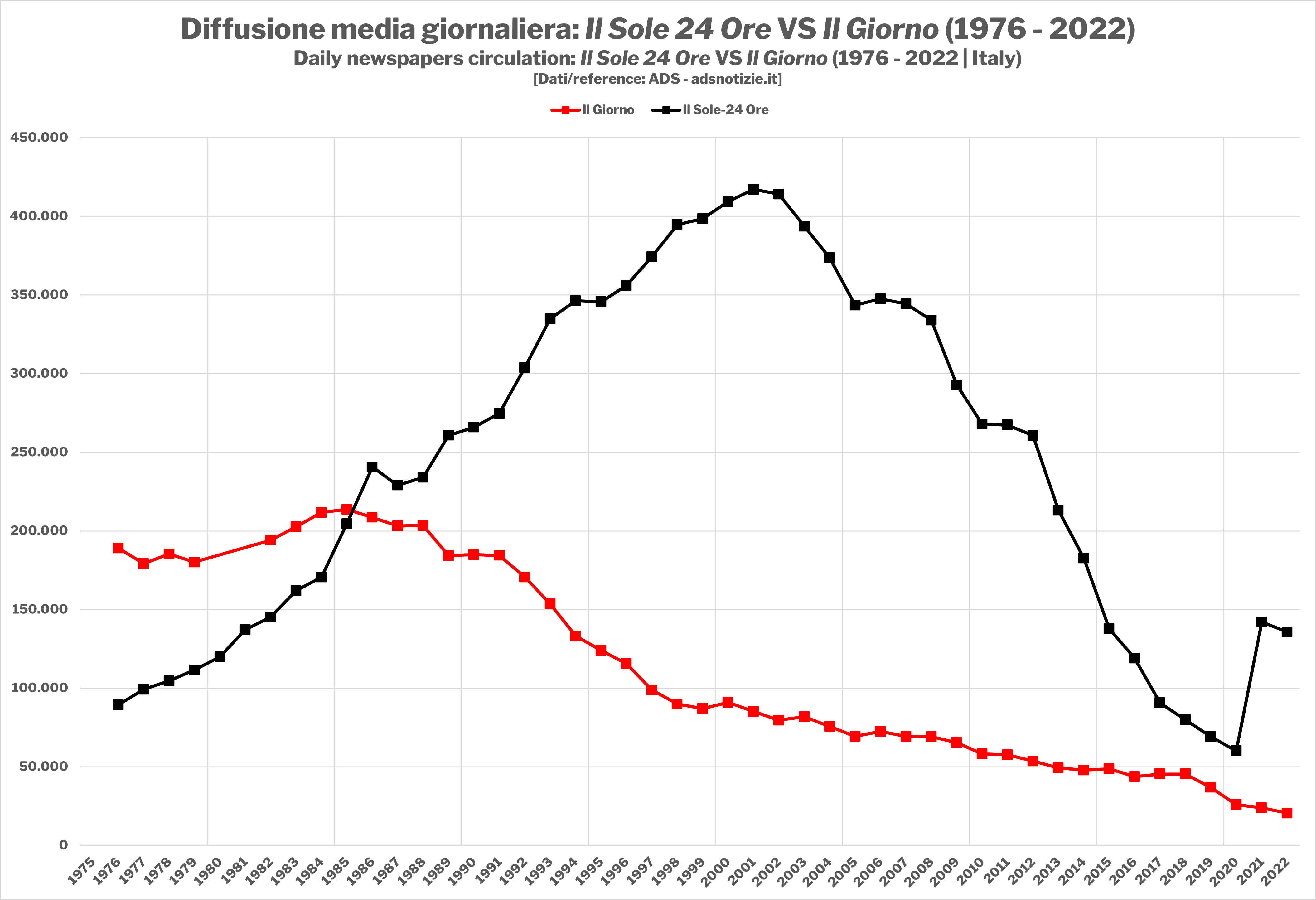
Diffusione giornaliera media del Sole 24 Ore e del Giorno (1975 - 2022, dati ADS). Il Sole 24 Ore è riuscito nettamente e a prevalere sul Giorno dal 1991 ed ha continuato a crescere fino al 2001, quando ha raggiunto le oltre 417.000 copie quotidiane di venduto.

Dopo la direzione di Mauro Masone, la guida del giornale è affidata nel 1969 ad Alberto Mucci, fino ad allora vicedirettore. Lo dirigerà per quasi dieci anni, fino al giugno 1978, portandolo da 40 000 a 100 000 copie.
Nel corso degli anni ottanta (sotto le direzioni prima di Fabio Luca Cavazza, poi di Mario Deaglio e quindi di Gianni Locatelli che ne resta alla guida per dieci anni, sino al luglio 1993) il giornale si trasforma grazie anche al progetto di sviluppo voluto dall'amministratore delegato Giancarlo Lunati, ex Olivetti: l'offerta informativa si arricchisce di nuovi supplementi («Informatica», distribuito il venerdì, Il Mezzogiorno, allegato al numero del mercoledì, e Domenica, l'inserto culturale nato il 4 dicembre 1983). Mensilmente un'intera pagina viene dedicata alla raccolta dei fondi comuni di investimento, nati proprio in quegli anni. Viene aperta la sede di corrispondenza di Tokyo oltre a quella già esistente di New York, per contrastare la nascita di un quotidiano economico concorrente, Italia Oggi. Viene varata l'edizione del lunedì, anche se non si tratta propriamente di un quotidiano: le pagine vengono realizzate un paio di giorni prima per evitare i costi del lavoro domenicale, troppo alti.
Alla metà degli anni novanta Il Sole 24 Ore (direttore Salvatore Carrubba) diventa il terzo quotidiano d'informazione più venduto in Italia, superando La Stampa. All'alba del nuovo secolo (direttore Ernesto Auci) il quotidiano si presenta ai lettori rinnovato nella grafica e nell'organizzazione delle sezioni interne. Dal 1998 Il Sole 24 Ore ha un proprio sito web.

### Dal 2000 ad oggi
Nel 2006 Il Sole inaugura l'edizione interamente a colori (direttore Ferruccio de Bortoli). Successivamente vengono lanciati nuovi inserti: Nòva24 (dedicato alle nuove tecnologie) e IL, mensile maschile (settembre 2008). Per quanto riguarda la versione digitale del quotidiano, a fine 2012 viene reso obbligatorio, sul modello del Financial Times (2011) e del New York Times (2012), l'abbonamento per visualizzare le pagine web oltre certi limiti. Da quella data gli utenti non registrati, o con registrazione gratuita, possono visitare al massimo 5 o 10 articoli, rispettivamente, nelle sezioni principali del sito. Il Sole è stato il primo quotidiano nazionale ad adottare questa soluzione.
Nel 2016 il quotidiano subisce forti cali delle vendite, sia in formato cartaceo (-21,7%), che in quello digitale (-46,2%). Nel 2017 il quotidiano è scosso da uno scandalo. Tramite gli esposti presentati alla magistratura tra 2016 e 2017 dal giornalista Nicola Borzi, che ha indagato all'interno del suo stesso giornale, si è scoperto che i dati delle vendite online erano gonfiati. Il numero delle copie vendute in più è stato stimato intorno alle 135 000 unità nel 2015. Durante le indagini della magistratura sono emerse responsabilità a carico del direttore Roberto Napoletano. Napoletano ha deciso comunque di continuare a guidare il giornale. Ciò ha incrinato i rapporti con la redazione, che gli ha ritirato la fiducia. Dopo tre giorni di sciopero, Napoletano si è autosospeso dalla direzione, per poi dimettersi il 14 marzo 2017. Guido Gentili è nominato direttore ad interim della testata, venendo poi confermato direttore responsabile il 9 agosto successivo.
Nel 2018 è stata effettuata una revisione che ha coinvolto le caratteristiche grafiche del giornale. Dai primi di giugno
la testata appare allineata sulla sinistra della pagina; è stato adottato un nuovo tipo di carattere, il "Sole 24 Serif". L'impaginazione avviene su sette colonne invece delle precedenti otto, con un corpo più grande e un'interlinea leggermente maggiore.
Dal punto di vista dei contenuti editoriali, la testata è ritornata a focalizzarsi sull'informazione economico-finanziaria italiana ed europea, abbandonando i progetti di "informazione generalista" avviati negli ultimi anni. Nelle intenzioni del direttore Guido Gentili, lo stile espositivo si propone di essere chiaro, sintetico e fattuale, supportato da analisi numeriche e da commentatori indipendenti dalla testata, sia italiani che internazionali.
Il 12 settembre 2018 Fabio Tamburini viene nominato nuovo direttore, succedendo a Gentili.
La controllante Confindustria e la direzione del gruppo hanno pianificato dal 2016 un consistente taglio delle maestranze in forza all'azienda, seguita a giugno del 2019 dall'apertura unilaterale di una vertenza per la Cassa integrazione guadagni straordinaria di 210 lavoratori.
Il 16 marzo 2021 è stato inaugurato il nuovo formato. La pagina si assottiglia da 7 colonne a 6 e si riduce leggermente anche nella lunghezza. Contemporaneamente viene lancia la nuova applicazione mobile per la fruizione online dei contenuti del quotidiano. La lavorazione delle notizie segue la logica digital first (priorità al digitale) che ormai domina nelle redazioni di tutti i maggiori quotidiani.

### Inserti
Il quotidiano è impaginato in modo innovativo. Si compone di quattro dorsi: nel primo appaiono le notizie generaliste; il secondo, Finanza e Mercati, tratta dei mercati finanziari e nel terzo, Impresa e territori, vengono affrontati i problemi dell'economia reale, nel quarto Norme e tributi si tratta di questioni giuridiche
Sotto la direzione di Gianni Locatelli, il 4 dicembre 1983 il Sole, fino ad allora alieno al mondo delle lettere, inaugura un inserto dedicato interamente alla cultura letteraria. Esce la domenica, quando i mercati finanziari sono chiusi. L'inserto imprime una svolta al modo di fare cultura sui quotidiani e riscuote un successo inaspettato. È considerato uno dei migliori inserti culturali del panorama editoriale italiano. Dal 12 giugno 2011 il responsabile è Armando Massarenti.
Gli altri inserti sono:
- Plus (sabato): inserto dedicato ai temi del risparmio, analisi di mercati finanziari, mercati immobiliari, investimenti.
- Casa24Plus (giovedì): supplemento dedicato ai temi del real estate, della casa, degli investimenti immobiliari e dell'arredamento.
- Moda24 (venerdì): inserto dedicato al sistema moda "allargato", che include l'industria cosmetica
- Nòva24 (domenica): appuntamento settimanale dedicato all'innovazione tecnologica

Il Sole 24 Ore pubblicava anche una rivista in carta patinata, IL: fu concepito come mensile maschile di nuova concezione, centrato sugli avvenimenti internazionali, i protagonisti del cambiamento e l'attualità come chiave di comprensione del lifestyle globale. La rivista uscì dal settembre 2008 al dicembre 2020.

## Redazioni
Le redazioni principali sono due: quella centrale ha sede a Milano, in viale Sarca 223. Il trasferimento in Bicocca è avvenuto nel 2021 dopo aver lasciato la sede progettata da Renzo Piano, costruita dal 1998 al 2004 in piazzale Lotto, che aveva sostituito quella storica di via Lomazzo 52; quella politica si trova a Roma e dal maggio 2009 si è trasferita nella nuova sede di piazza Indipendenza. A queste se ne affiancano altre nove con sede in alcune delle principali città italiane (Napoli, Torino, Firenze, Bologna, Genova, Trieste, Padova, Palermo e Bari).
Il Sole 24 Ore è l'unico tra i principali quotidiani italiani ad avere l'edizione cartacea del lunedì preparata da una redazione separata dal resto del giornale. È realizzata sotto la responsabilità della vice capo redattrice Paola Dezza ed è inviata in tipografia il venerdì sera.

## Servizi multimediali
L'edizione multimediale del quotidiano è stata varata nel 2012. Comprende: alle ore 6 l'edizione giornaliera del Sole in formato digitale per Tablet computer con altri servizi esclusivi (compresa un'analisi delle borse asiatiche); alle 20 servizi esclusivi sugli avvenimenti più importanti della settimana in corso, anticipazioni di editoriali; elaborazioni e analisi delle notizie).
Dal 2013, cioè da quando Accertamenti Diffusione Stampa (ADS) ha cominciato le rilevazioni del settore, l'edizione multimediale del Sole è quella più letta in Italia.
In versione digitale è disponibile anche Italy24, con gli articoli del quotidiano tradotti in lingua inglese.

## Controversie giudiziarie
Nel febbraio 2019 la Procura di Milano ha chiesto il rinvio a giudizio per l'ex direttore editoriale Roberto Napoletano, l'ex presidente del cda del gruppo Benito Benedini e l'ex amministratrice delegata Donatella Treu per false comunicazioni sociali e manipolazione del mercato nell'arco di tempo che va dal marzo 2014 al marzo 2016. Chiesto anche il rinvio a giudizio per lo stesso gruppo editoriale.
Negli stessi giorni la Consob, la commissione che vigila sui mercati finanziari, ha deciso una multa di 240 000 euro ciascuno per l'ex amministratore delegato Donatella Treu e per l'ex direttore Roberto Napoletano per avere fornito al mercato dati di diffusione non veritieri. Sanzioni pecuniarie inferiori sono state comminate ad altri tre dirigenti. Per l'azienda la multa è di 140 000 euro, ma dovrà rispondere in solido anche delle sanzioni prese nei confronti dei dirigenti nel caso in cui non possano far fronte al pagamento.
Nell'assemblea del 30 aprile 2019 i soci hanno approvato, oltre al bilancio 2018 che si è chiuso con ricavi per 211,3 milioni, l'azione di responsabilità verso gli ex vertici: l'ex presidente Benito Benedini, l'ex Ceo Donatella Treu e l'ex direttore Roberto Napoletano. Fra i reati contestati, vi è anche quello di aggiotaggio informativo. Secondo i pm di Milano, nel 2015 sarebbero stati sovrastimati i risultati di gestione del gruppo quotato in Borsa, alterando i ricavi relativi alla vendita delle copie e degli abbonamenti.
L'11 settembre dello stesso anno la Consob condanna i vertici del quotidiano per le loro condotte illecite. I dirigenti avevano gonfiato i numeri di diffusione delle copie digitali allo scopo di manipolare il mercato. Ad essi l'organismo di controllo delle società quotate in borsa commina una sanzione per complessivi 1,05 milioni di euro.

## Direttori
- Mauro Masone (9 novembre 1965 - 2 gennaio 1969)
- Alberto Mucci (3 gennaio 1969 - 5 giugno 1978)
- Fabio Luca Cavazza Rossi (6 giugno 1978 - 30 settembre 1980)
- Mario Deaglio (1º ottobre 1980 - 14 maggio 1983)
- Gianni Locatelli (15 maggio 1983 - 31 luglio 1993)
- Salvatore Carrubba (1º agosto 1993 - 31 dicembre 1996)
- Ernesto Auci (1º gennaio 1997 - 8 luglio 2001)
- Guido Gentili (9 luglio 2001 - 10 gennaio 2005)
- Ferruccio de Bortoli (11 gennaio 2005 - 8 aprile 2009)
- Gianni Riotta (9 aprile 2009 - 15 marzo 2011)[39]
- Roberto Napoletano (23 marzo 2011 - 13 marzo 2017)
- Guido Gentili, ad interim (dal 14 marzo al 9 agosto 2017)
- Guido Gentili, 2ª volta (dal 10 agosto 2017 all'11 settembre 2018)
- Fabio Tamburini (dal 12 settembre 2018)[40]

## Editorialisti
In ordine alfabetico:
- Alberto Alesina
- Giuliano Amato
- Adriana Cerretelli
- Guido Compagna
- Saverio Fossati
- Claudio Gatti
- Fabrizio Galimberti
- Luigi Lazzi Gazzini
- Franco Locatelli
- Armando Massarenti (direttore dal 12 giugno 2011 dell'inserto di cultura Domenica)
- Mariano Maugeri
- Alberto Negri
- Alberto Orioli
- Mario Platero
- Alessandro Plateroti
- Andrea Romano
- Guido Rossi
- Giacomo Vaciago
- Luigi Zingales

## Diffusione
La diffusione di un quotidiano si ottiene, secondo i criteri di Accertamenti Diffusione Stampa (ADS), dalla somma di: Totale Pagata + Totale Gratuita + Diffusione estero + Vendite in blocco.

Dal 2021 ADS ha abbandonato la distinzione tra copia cartacea e copia digitale, che è stata sostituita dalla distinzione tra «vendite individuali» (copie pagate dall’acquirente) e «vendite multiple» (copie pagate da terzi).
| Anno | Diffusione |
| ---- | ---------- |
| 2023 | 127 682    |
| 2022 | 135 795    |
| 2021 | 162 781    |

| Anno | Totale diffusione (cartacea + digitale) | Diffusione digitale | Diffusione cartacea | Tiratura | Note |
| ---- | --------------------------------------- | ------------------- | ------------------- | -------- | --- |
| 2020 | 145 508                                 | 85 392              | 60 116              | 93 909   | |
| 2019 | 150 116                                 | 78 488              | 71 628              | 102 392  | |
| 2018 | 158 762                                 | 78 833              | 79 929              | 123 077  | |
| 2017 | 174 550                                 | 83 931              | 90 619              | 133 044  | |
| 2016 | 204 864                                 | 85 817              | 119 047             | 185 588  | La quantificazione delle vendite digitali fino al 2016 è sotto indagine della magistratura, che ha ipotizzato il reato di false comunicazioni sociali. |
| 2015 | 213 904                                 | 76 228              | 137 676             | 212 673  | La quantificazione delle vendite digitali fino al 2016 è sotto indagine della magistratura, che ha ipotizzato il reato di false comunicazioni sociali. |
| 2014 | 363 737                                 | 181 036             | 182 701             | 239 642  | La quantificazione delle vendite digitali fino al 2016 è sotto indagine della magistratura, che ha ipotizzato il reato di false comunicazioni sociali. |
| 2013 | 299 658                                 | 86 528              | 213 130             | 272 025  | La quantificazione delle vendite digitali fino al 2016 è sotto indagine della magistratura, che ha ipotizzato il reato di false comunicazioni sociali. |

| Anno | Media mobile |
| ---- | ------------ |
| 2012 | 260 654      |
| 2011 | 267 333      |
| 2010 | 268 045      |
| 2009 | 292 811      |
| 2008 | 334 076      |
| 2007 | 344 428      |
| 2006 | 347 568      |
| 2005 | 343 630      |
| 2004 | 373 723      |
| 2003 | 393 758      |
| 2002 | 414 124      |
| 2001 | 417 153      |
| 2000 | 409 418      |
| 1999 | 398 485      |
| 1998 | 394 841      |
| 1997 | 374 302      |
| 1996 | 356 077      |
| 1995 | 345 643      |
| 1994 | 345 000      |
| 1989 | 261 000      |
| 1985 | 200 000      |
| 1980 | 130 000      |

Dati Ads - Accertamenti Diffusione Stampa.

## Pubblicazioni annuali
Ogni anno pubblica il rapporto Ecosistema urbano, curato da Legambiente e Ambiente Italia. Il report valuta 105 provincie italiane in 5 macroaree: aria, acqua, rifiuti, mobilità e ambiente. Inoltre, pubblica la classifica delle provincie italiane più vivibili.